# Paragone

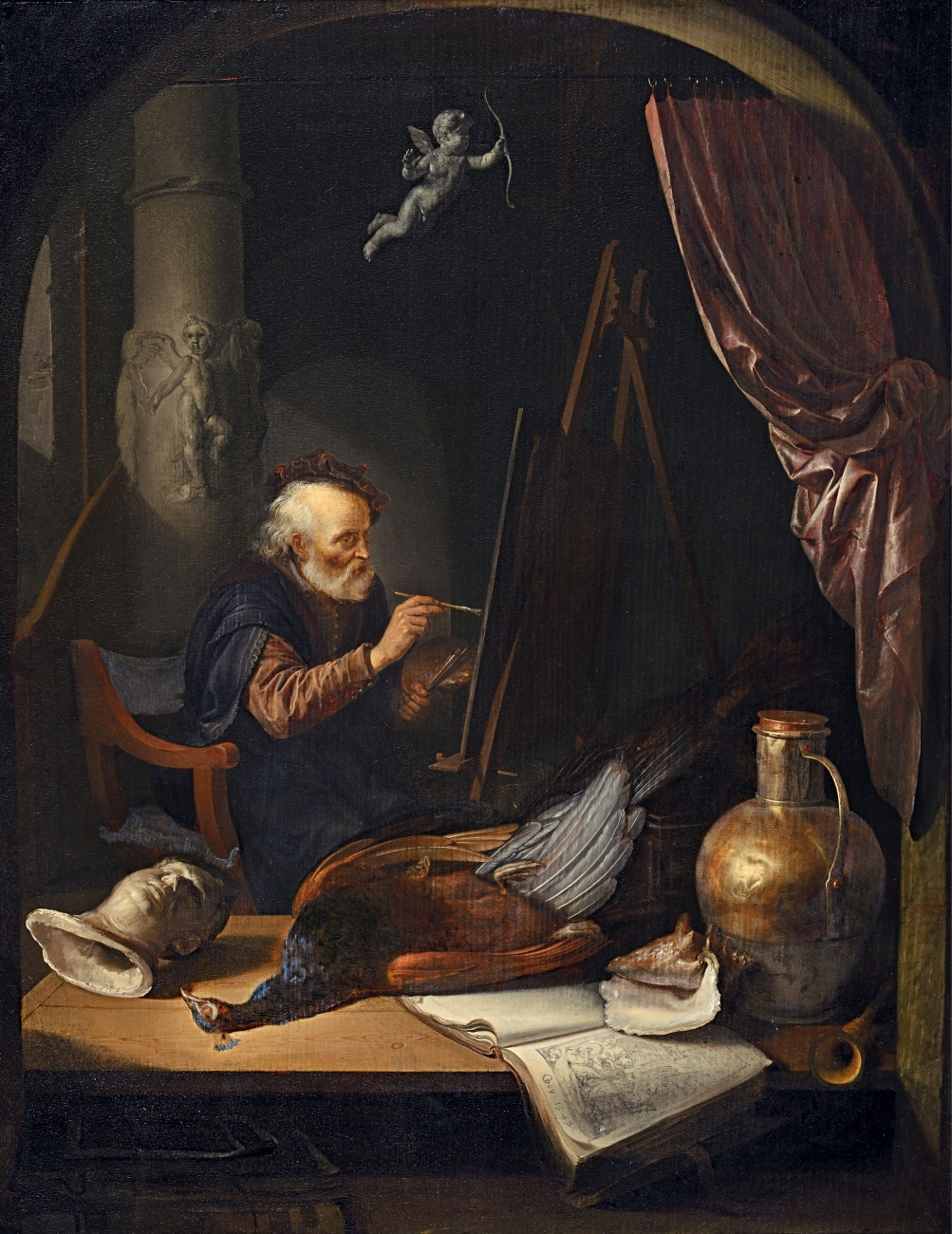
In Oude schilder aan het werk (1648) toont Gerrit Dou dat de schilderkunst het wint van de natuur: de pauw zal vergaan maar zijn kleurenpracht is door de schilder vastgelegd. Het gebeeldhouwde hoofd en het boek ondergaan ook het primaat van de schilder, die hen perfect kan imiteren.

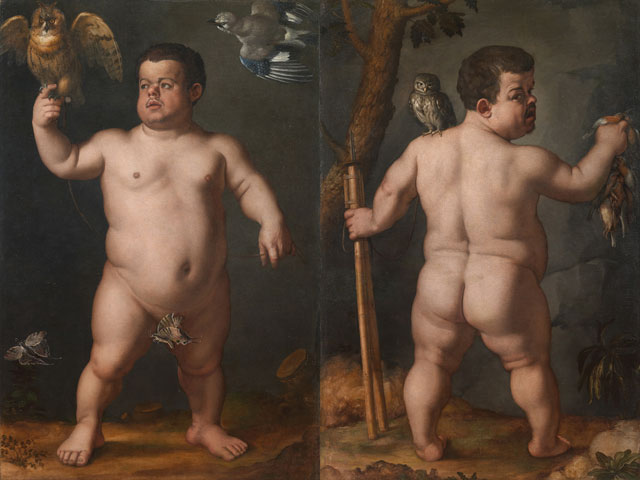
Met zijn dubbelportret van de dwerg Nano Morgante liet Bronzino zien dat ook schilderkunst alle gezichtspunten toeliet. Bovendien kon ze ook tijdsverloop weergeven: op de voorkant vertrekt de man op jacht en op de achterkant toont hij zijn buit.

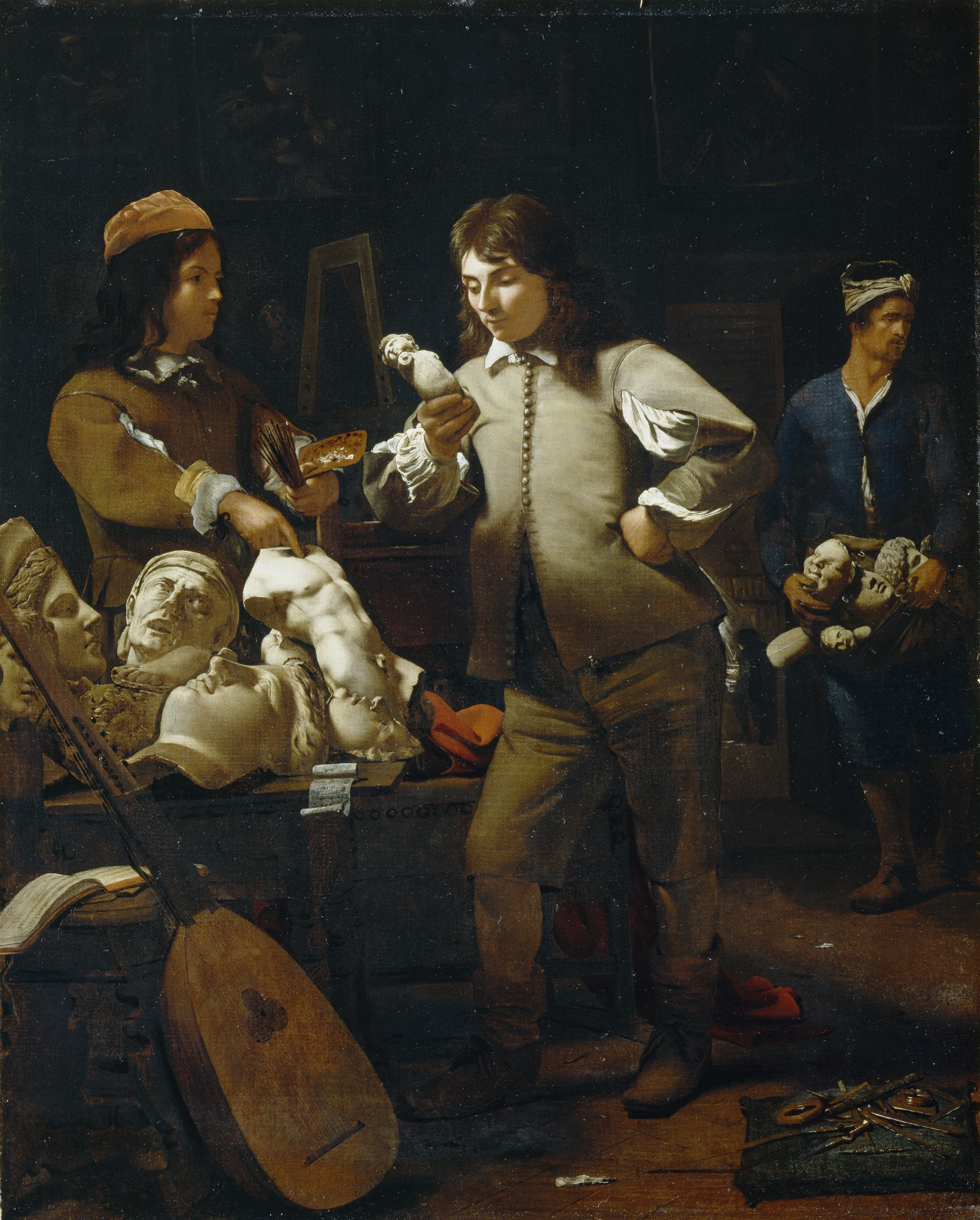
In het atelier (1652) van Michael Sweerts meet zich met de Apollo en Cupido van beeldhouwer Frans Duquesnoy, die in fragmenten is afgebeeld.

Paragone (Italiaans voor vergelijking, competitie) is het debat en de wedijver tussen verschillende kunstvormen over de onderlinge verdiensten en superioriteit. De historische rivaliteit tussen verschillende kunstvormen leverde vaak ook een uitermate boeiend en veelzijdig repertoire op.

## Etymologie
Het woord Paragone verwijst naar een model van uitmuntendheid of perfectie. Het kan ook gebruikt worden om een persoon of ding te beschrijven dat gezien wordt als een model van uitmuntendheid of perfectie. Het woord komt van het Oud-Italiaanse woord "paragone", wat "toetssteen" betekent.

## Geschiedenis
De rivaliteit woedde al in de Oudheid en komt aan bod in Naturalis historia van Plinius de Oudere. Het debat ging speciaal over de verhoudingen tussen enerzijds schilder- en beeldhouwkunst en anderzijds poëzie en muziek. Middeleeuwse literatuur hernam dit thema. Met name de humanist Petrarca liet de kwestie herleven door de schilder Apelles te confronteren met de beeldhouwer Phidias. In de na-ijverige renaissance laaide het debat in alle hevigheid op. Dan ging men ook de benaming "paragone" gebruiken, zoals in het eerste deel van Leonardo da Vinci's Verhandeling over de schilderkunst. Daarin houdt hij een betoog voor het primaat van de schilderkunst boven beeldhouwkunst, muziek en poëzie, omdat het de moeilijkste wetenschap is en ook degene die met de meeste waarachtigheid de werken der natuur weergeeft. Voor zijn rivaal Michelangelo ging niets boven sculptuur, die als enige toelaat een onderwerp vanuit verschillende gezichtspunten te beschouwen. Na Michelangelo's dood wilden collega's als Cellini de voorrang van de beeldhouwkunst weerspiegeld zien in zijn grafmonument, maar dit botste op verzet van de Academie. Uiteindelijk plaatste men de personificatie van de Beeldhouwkunst centraal, geflankeerd door Architectuur en Schilderkunst.
Ook binnen eenzelfde kunstvorm kon er sprake zijn van paragone. In Italië vormden zich regionale scholen met een eigen benadering: de disegno, met Florence als centrum, hechtte groot belang aan het vormgeven van ideeën in tekeningen en schetsen, terwijl de colore van Venetië en omstreken werkte met spontane, sensuele borstelstreken.
De broederstrijd tussen schilders en beeldhouwers moet niet doen vergeten dat ook de poëzie een volwaardige deelnemer was. Het woord van Horatius, Ut pictura poesis, was een vaak getrokken parallel. Ook naar Simonides verwees men graag, die het schilderij een stom gedicht had genoemd, en het gedicht een sprekend schilderij.
In de negentiende eeuw ontstond er een paragone tussen fotografie en schilderkunst, althans in kringen waar fotografie als kunstvorm aanvaard werd.
Sommige kunstvormen wedijveren niet met elkaar, maar zoeken mekaar net op, koesteren elkaar. Vooral muziek is daarin een verbindend element.

## Muziek en literatuur
De literatuur is al zeer lang een trouwe partner van de muziek:
- Alexander Zemlinsky's avontuurlijke Lyrische Symphonie is gebaseerd op teksten van de indische schrijver, componist, schilder en filosoof Rabindranath Tagore.
- Erich Wolfgang Korngold zette de romantische beeldentaal van Joseph von Eichendorff op muziek.
- Leoš Janáček toonzette Nikolai Gogols novelle Taras Bulba.
- William Shakespeares Romeo en Julia werd door Sergej Projofjev georkestreerd.
- Maurice Ravel ontwierp een muzikale beeldentaal voor Charles Perraults Sprookjes van Moeder de Gans.
- De sprookjes van Duizend-en-één Nacht werden door Nikolaj Rimski-Korsakov, Maurice Ravel en John Adams in hun respectievelijke Shéhérazade op drie totaal verschillende manieren geïnterpreteerd.

## Muziek en dans
De link tussen muziek en dans is een constant samengaan van deze kunstvormen:
- Igor Stravoinski's balletten Le Sacre du printemps, De vuurvogel en Le Chant du Rossignol hebben elkaar ver over de grenzen verkend.
- Maurice Ravel met zijn Daphnis et Chloé.
- Leonard Bernsteins Symfonische Dansen uit West Side Story.
- Gabriela Lena Franks Drie Latijns-Amerikaanse Dansen.

## Muziek en schilderkunst
Ook de schilderkunst is een onuitputtelijke bron van inspiratie geweest voor componisten uit verschillende tijdvakken:
- Arnold Schönberg tastte de affiniteiten tussen beeld en muziek af in Begleitmuik zu einer Lichtspielzene.
- Moessorgski's Schilderijententoonstelling is een klassieker in het genre.
- De Botticelli-triptiek van Ottorino Respighi
- De Belgische Jacqueline Fontyn zocht met On a landscape by Turner de romantische kleurenpracht op van de Britse schilder William Turner.

## Beroemde stellingnames
Talloze kunsttheoretici en kunstenaars hebben zich met geschriften en kunstwerken in de strijd gemengd. Enkele markante tussenkomsten:
- Leon Battista Alberti schreef traktaten over alle kunstvormen maar verkoos de schilderkunst.
- Op Jan van Eycks schilderijen wordt eenzelfde lichaam vaak veelvuldig weerspiegeld, wat een van de manieren zou zijn waarop hij zich mat met de beeldhouwkunst.[8]
- Benedetto Varchi gaf een lezing voor de Florentijnse Academie (1546) waarin hij de argumenten van beeldhouwers versus schilders onderzocht en citeerde uit een rondvraag bij onder meer Michelangelo, Bronzino, Cellini en Vasari.[9]
- Vincenzo Borghini stelde in zijn manuscript Selva di Notizie (1564) schilders boven beeldhouwers.
- Lucas d'Heere verdedigde de schilderkunst voor de Antwerpse rederijkerskamer De violieren (1565).
- Giorgio Vasari liet in Le vite optekenen dat de tekenkunst de vader is van alle andere, maar al in de inleiding had hij zijn werkelijke voorkeur laten doorschemeren: de schilderslegende van Apelles en Campaspe beschreef hij als wonderlijk en de beeldhouwersmythe van Pygmalion als een schande. Ook de fresco's die hij aanbracht in de Sala delle Arti van zijn Florentijnse huis laten zich lezen als een eulogie van de schilderkunst boven de andere.[10]
- Gotthold Ephraim Lessing (1766) hield een pleidooi voor de beeldhouwkunst vertrekkend van de Laocoöngroep.[11]
- Rafaels Quos Ego (1515-1516), geëtst door Marcantonio Raimondi, kan geïnterpreteerd worden als een poging om het eerste boek van Vergilius' Aeneas te vatten in een blad.[12][13]

## Voetnoten
1. ↑  Eric Sluijter, De lof der Schilderkunst, Hilversum, 1993
2. ↑  Lara Yeager-Crasselt, "Michael Sweerts/François Duquesnoy: A Flemish Paragone in Seventeenth-Century Rome" in: Dutch Crossing, 2011, nr. 2, p. 117-118. DOI:10.1179/155909011X13033128278515
3. ↑  Dialoog De ignobili patria in De remediis utriusque fortunae, II, 4
4. ↑  De Codex Urbinas bestaat uit zijn losse aantekeningen hierover, later uitgegeven als Trattato della Pittura.
5. ↑  Leonardo Da Vinci, Paragone, Boom Uitgevers, Amsterdam, 91 blz.
6. ↑  Renaissance Paragone: Disegno and Colore, Oxford Online Dictionary (geraadpleegd 14 februari 2016)
7. ↑  Ars poetica, v. 361
8. ↑  Rudolf Preimesberger, Paragons and paragone. Van Eyck, Raphael, Michelangelo, Caravaggio, Bernini, Los Angeles, 2011, blz. 23-51
9. ↑  Due lezzioni sopra di m. Benedetto Varchi, 1549
10. ↑  Michiaki Koshikawa, 'Apelles's Stories and the "Paragone" Debate. A Re-Reading of the Frescoes in the Casa Vasari in Florence', in: Artibus et Historiae, vol. 22, nr. 43, 2001, blz. 17-28
11. ↑  Laokoon oder über die Grenzen der Mahlerey und Poesie
12. ↑  (en) Curtis, Todd, Quos Ego [Neptune Calming the Tempest, after Raphael | Greek and Roman Myth on UT Campus] (4 juli 2019). Geraadpleegd op 22 januari 2024.
13. ↑  (en) Kleinbub, Christian K.  (2012-07). Raphael's Quos Ego : forgotten document of the Renaissance paragone. Word & Image  28 (3): 287–301. ISSN:0266-6286. DOI:10.1080/02666286.2012.724571.